# ヴァネッサ・ナカテ
ヴァネッサ・ナカテ（Vanessa Nakate, 1996年11月15日 - ）は、ウガンダの環境問題（climate justice）に関する活動家。カンパラで育ち、ウガンダが異常に高い気温を記録し続けていることに関心を持ち、2018年12月から環境問題を社会に訴える活動を開始した。

## 学歴
ナカテはマケレレ大学のビジネススクールで、経営学（マーケティング）を学び、卒業した。

## 環境保全活動
ナカテはグレタ・トゥーンベリに影響を受けて2019年1月からウガンダで環境保全活動をはじめた。気候危機に対して何もしないことに抗議する単身ストライキを、数か月間にわたりウガンダ議会の議事堂の門の外側で行い、その結果、彼女の訴えに耳を傾ける若者が増え始めた。ソーシャルメディアで展開されているナカテの主張は、コンゴ盆地の熱帯雨林が危機的状況にあることにもっと関心を持つべきだ、というものである。ナカテは「未来のアフリカのための若人」（Youth for Future Africa）と、「アフリカ向上運動」（Africa-based Rise Up Movement）という2つの団体を立ち上げた。
ナカテは2019年12月にスペインで開かれた第25回気候変動枠組条約締約国会議（COP25）に参加した。ナカテはこの会議で登壇してスピーチした数少ない若手活動家のひとりになった。
2020年1月はじめ、ナカテは環境保全活動をする世界中の若者20人余りとともに、世界経済フォーラムの参加者に対して公開書簡を送った。その中でナカテらは化石燃料の使用に加担しないよう、各国の企業、銀行、政府に訴えた。世界経済フォーラムの開催期間中ダヴォスでキャンプを張る Arctic Basecamp という団体はナカテを5人の国際代表者のひとりに選び、ナカテらはフォーラム最終日にデモ行進した。
2022年3月、ウガンダの環境活動家が東アフリカのTotalEnergiesメガオイルプロジェクトを攻撃しました。 フランス国民議会は、プロジェクトに立候補するよう政府に働きかけるために、4人の主要な青年活動家を受け入れました。 ヴァネッサ・ナカテもその一人でした。。

## 動機
ナカテは2019年に「デモクラシー・ナウ!」という報道番組でエイミー・グッドマンのインタヴューに答えるかたちで自身の環境保全活動を続ける動機について語った。それによると、ウガンダは農業依存度が高く異常気象がもたらす食糧の高値は飢餓に直結する、ひとびとは餓死するのみならず尊厳も奪われる、とのことである

## 騒動
ナカテは、2020年1月、ダヴォスにおいて、グレタ・トゥーンベリ、ルイーザ・ノイバウアー（Luisa Neubauer）、イサベル・アクセルソン（Isabelle Axelsson）、ルキナ・ティレ（Loukina Tille）といった、世界経済フォーラムにともに参加した仲間と一緒に、AP通信（Associated Press）の撮影する写真に納まった。しかし、AP通信はその写真からナカテだけを取り除いて報道した。ナカテはAP通信の人種差別主義的振る舞いを非難したところ、AP通信は写真を差し替えたうえで悪意はなかったと表明したが、謝罪はしなかった。2020年1月27日にAP通信の主筆、サリー・バズビー（Executive editor Sally Buzbee）は、短文投稿サイト、ツイッターにおける個人のアカウントから、AP通信に代わって謝罪すると投稿した。